# Kunstpreis des Landtags Nordrhein-Westfalen
Der Kunstpreis des Landtags Nordrhein-Westfalen ist ein 2022 erstmals verliehener Nachwuchs- und Förderpreis für junge Künstler der Bildenden Kunst mit den Schwerpunkten Malerei, Zeichnung, Bildhauerei, Neue Medien und Fotografie.

## Geschichte und Charakteristik
Der jährlich verliehene Preis wurde 2021 vom Präsidenten des Landtags von Nordrhein-Westfalen André Kuper anlässlich des 75. Jahrestages der Gründung des Landes Nordrhein-Westfalen begründet. Er dient der Nachwuchsförderung junger Künstler und ist mit 15.000 Euro dotiert. Vergeben wird der Preis durch eine Jury, die sich aus einem Bildenden Künstler, einem Vertreter der Kunststiftung Nordrhein-Westfalen, einem Pressevertreter, dem Leiter des Kunsthauses Nordrhein-Westfalen Kornelimünster, dem Leiter einer Kunsthochschule sowie mehreren Mitgliedern des Nordrhein-Westfälischen Landtags zusammensetzt.
Bewerben können sich diejenigen, die in Nordrhein-Westfalen wohnen, arbeiten oder ihre künstlerische Ausbildung in diesem Bundesland abgeschlossen haben. Der Studienabschluss soll nicht länger als drei Jahre zurückliegen.

## Preisträger
- 2022: Pia Krajewski[3]
- 2023: Helge Schneider

## Einzelbelege
1. ↑  Landtag Nordrhein-Westfalen vom 21. März 2022: Erstmalig Kunstpreis des Landtags verliehen: Präsident André Kuper zeichnet die Nachwuchskünstlerin Pia Krajewski aus, abgerufen am 28. Mai 2022
2. ↑  NRW-Landtag: Nachwuchswettbewerb, Ausschreibungen Kunstforum International, abgerufen am 29. Mai 2022
3. ↑  RP online vom 29. März 2022: Kunstpreis des Landtages für Pia Krajewski. Auszeichnung für ein königliches Englischrot, abgerufen am 28. Mai 2022